# Massacro di Batak
Il massacro di Batak si riferisce al massacro dei bulgari presso Batak da parte delle truppe ottomane nel 1876, all'inizio della rivolta d'aprile. Il numero delle vittime varia da 3.000 a 5.000, in base alle diverse fonti.
L'Enciclopedia Britannica stima a 5.000 il numero delle persone trucidate dall'esercito turco soltanto a Batak, mentre il numero delle vittime massacrate nel distretto di Filippopoli (Plovdiv) raggiunse circa 15.000 individui; tali dati vennero confermati anche nel rapporto di Eugene Schuyler, pubblicato nel Daily News.

## Il contesto
Batak svolse un ruolo importante durante la rivolta d'aprile contro i dominatori ottomani. Poche settimane dopo la rivolta guidata dal Comitato Rivoluzionario, la città proclamò l'indipendenza, che durò soltanto nove giorni; questa, infatti, fu segnalata alle autorità turche che il 30 aprile 1876 inviarono 8.000 soldati, soprattutto basci-buzuk, i quali, guidati da Ahmet Aga Barun, circondarono la città. Dopo la prima battaglia, gli uomini di Batak si accordarono con Ahmet Aga, che promise loro il ritiro delle sue truppe a condizione che la città fosse disarmata. Seppur nel rispetto dell'accordo, i soldati basci-buzuk attaccarono ugualmente la popolazione, trovatasi quindi inerme. La maggior parte delle persone venne uccisa per decapitazione.

Nel suo rapporto Shuyler descrisse quello che vide così: 
Dopo la mia visita, per ordine del Mutesarif, il caimacam di Tatar Bazardjik è stato inviato a Batak, con qualche calce per favorire la decomposizione dei corpi e per evitare una pestilenza. Ahmed Aga, che comandava al massacro, è stato decorato e promosso al rango di yuz-bashi...»

Un altro testimone a seguito del massacro fu il giornalista americano Januarius MacGahan che descrisse ciò che vide come segue: 
Il commissario britannico, signor Baring descrisse l'evento "come forse il crimine più efferato che ha macchiato la storia del nostro secolo". Nel mese di ottobre il signor Baring dovette nuovamente riferire il suo rapporto in merito ai lavori della commissione turca. Dopo sei settimane dalla chiusura della commissione non era stata ancora presa una decisione se il massacro di Batak fosse stato un delitto.
Le notizie delle atrocità ottomane commesse sul popolo bulgaro si diffusero in tutto il mondo. L'indignazione pubblica creo le condizioni favorevoli perché la Russia dichiarasse guerra alla Turchia nel 1877.